# Карасуль (река)
Карасу́ль — река в Тюменской области России, левый приток реки Ишим. Длина реки — 128 км, площадь водосборного бассейна — 2660 км².

## Название
Название реки тюркского происхождения и означает «тёмная вода». В тюркских языках понятие «тёмная вода» обозначает ещё и «воду, вытекающую из земли». -ль в окончании основы происходит от аффикса лі или лы — особого топоформанта для обозначения «места наличия и обилия предметов, обозначенных именами существительными».

## Общая физико-географическая характеристика
Река берёт начало в болотистой местности на границе Ишимского и Голышмановского районов Тюменской области на высоте свыше 114 м нум. Впадает в реку Ишим чуть ниже села Боровое. От истока и до деревни Десятова течёт преимущественно с севера на юг, затем поворачивает на юго-восток по направлению к городу Ишим, от города Ишим и до села Боровое течет преимущественно на восток параллельно руслу реки Ишим, от села Боровое и до устья течет преимущественно юго-восток.

### Бассейн
Площадь водосборного бассейна — 2660 км². Бассейн реки расположен в лесостепной зоне Западно-Сибирской равнины (в пределах Ишимской равнины). В Карасуль впадает пять рек (от истока к устью): Камышка, Лекан, Черемшанка, Таловка, Мергенька. В бассейне реки расположено озеро Мергень.

### Климат и гидрология
Как и у других рек бассейна реки Ишим, максимальные объёмы стока и расходы воды приходятся на фазу весенне-летнего половодья. Минимальные месячные расходы речного стока наблюдаются в конце периодов летней и зимней межени, преимущественно в сентябре-октябре и в феврале-марте. При этом зимние минимумы в 1,5-3 раза меньше летне-осенних.
Количество атмосферных осадков, выпадающих в бассейне реки Карасуль составляет около 400 мм (Многолетняя норма осадков для села Карасуль, расположенного в верховьях реки составляет 409 мм, для села Боровое, в низовьях реки — 400 мм). Большая часть осадков выпадает в тёплое время года.
| Климатограмма Карасуля                          | Климатограмма Карасуля | Климатограмма Карасуля | Климатограмма Карасуля | Климатограмма Карасуля | Климатограмма Карасуля | Климатограмма Карасуля | Климатограмма Карасуля | Климатограмма Карасуля | Климатограмма Карасуля | Климатограмма Карасуля | Климатограмма Карасуля |
| ----------------------------------------------- | ---------------------- | ---------------------- | ---------------------- | ---------------------- | ---------------------- | ---------------------- | ---------------------- | ---------------------- | ---------------------- | ---------------------- | ---------------------- |
| Я                                               | Ф                      | М                      | А                      | М                      | И                      | И                      | А                      | С                      | О                      | Н                      | Д                      |
| 18 −14 −23                                      | 13 −13 −22             | 13 −4 −15              | 25 7 −3                | 33 17 5                | 57 22 11               | 72 24 13               | 58 20 10               | 41 15 5                | 33 5 −2                | 26 −5 −13              | 20 −11 −19             |
| Температура в °C • Сумма осадков в мм Источник: |                        |                        |                        |                        |                        |                        |                        |                        |                        |                        |                        |

| Климатограмма Борового                          | Климатограмма Борового | Климатограмма Борового | Климатограмма Борового | Климатограмма Борового | Климатограмма Борового | Климатограмма Борового | Климатограмма Борового | Климатограмма Борового | Климатограмма Борового | Климатограмма Борового | Климатограмма Борового |
| ----------------------------------------------- | ---------------------- | ---------------------- | ---------------------- | ---------------------- | ---------------------- | ---------------------- | ---------------------- | ---------------------- | ---------------------- | ---------------------- | ---------------------- |
| Я                                               | Ф                      | М                      | А                      | М                      | И                      | И                      | А                      | С                      | О                      | Н                      | Д                      |
| 18 −14 −23                                      | 13 −13 −22             | 13 −4 −14              | 25 7 −2                | 32 17 5                | 57 23 11               | 70 24 14               | 58 21 11               | 40 15 5                | 31 5 −2                | 24 −2 −12              | 19 −12 −19             |
| Температура в °C • Сумма осадков в мм Источник: |                        |                        |                        |                        |                        |                        |                        |                        |                        |                        |                        |